# Matthias Schuster (Musiker)
Matthias Schuster (geb. vor 1979) ist ein deutscher Musiker. Er gehörte unter anderem der 1979 gegründeten Band Geisterfahrer an.

## Diskografie
Im Rahmen der Soloprojekte erschienen:
- Ritual, 12", 1981
- Im Namen des Volkes, EP, Konnekschen S2, 1980
- Atemlos, LP, 1981
- Atemlos, Ritual, Im Namen des Volkes, CD, 2005
- Atemlos II – Sprecht mit den Maschinen, CD, PlasticFrog Rec., 2007

- Bal Pare – Hamburg-Paris-Catania, LP, Konkurrenz, 1982
- Bal Pare – Metamorphose,  Mini-LP, Kraut Rec. Sweden, 1986
- Bal Pare – Best Of Bal Pare, CD, Tatra Rec. Norway, 1996
- Bal Pare – Sommerwind, Mini-LP, 2008 (NLW)
- Bal Pare – Untitled, 7" EP Minimal Wave 2009

- Das Institut – CD 2000
- Das Institut – Der kalte Garten, CD, 2001
- Das Institut – Zukunftsmusik, CD EP, 2005
- Das Institut – Camera Obscura, CD, 2005

- Im Namen des Volkes – Weisses Rauschen, EP, NLW, 2006
- Im Namen des Volkes – Volksmusik, LP, NLW, 2007
- Im Namen des Volkes – Volksmusik, CD, NLW, 2008
- Im Namen des Volkes – Klassenklobbe, 7" EP, PlasticFrog Rec., 2011
- Im Namen des Volkes – Aus den anti-imperialistischen Tagebüchern, CD, 2016